# Theopompos (dramatiker)
Theopompos (grekiska Θεόπομπος, latin Theopompus), verksam i Aten omkring 400 f.Kr., var en antik grekisk författare av lustspel, en yngre samtida till Aristofanes.
Fragment av Theopompos stycken, utgivna av August Meineke i Fragmenta comicorum græcorum (1839–1857) och Theodor Kock i Comicorum atticorum fragmenta (1880), tycks visa att han närmat sig den så kallade mellersta attiska komedin.